# Chlorencoelia
Chlorencoelia J.R. Dixon – rodzaj grzybów z typu workowców (Ascomycota).

## Systematyka i nazewnictwo
Pozycja w klasyfikacji według Index Fungorum
Cenangiaceae, Helotiales, Leotiomycetidae, Leotiomycetes, Pezizomycotina, Ascomycota, Fungi.
Gatunki występujące w Polsce
- Chlorencoelia versiformis (Pers.) J.R. Dixon 1975 - zieleniak zmienny

Nazwy naukowe na podstawie Index Fungorum. Wykaz gatunków według M.A. Chmiel.